# 442 v.Chr.
Het jaar 442 v.Chr. is een jaartal volgens de christelijke jaartelling.

## Gebeurtenissen

### Griekenland
- In Athene wordt tijdens de jaarlijkse lentefeesten ter ere van Dionysus, het treurspel Antigone uit de Griekse mythologie van Sophocles opgevoerd.

## Verschenen
- Antigone van Sophocles